# 銭函駅
銭函駅（ぜにばこえき）は、北海道小樽市銭函2丁目にある、北海道旅客鉄道（JR北海道）函館本線の駅である。駅番号はS11。電報略号はセニ。事務管理コードは▲130120。

## 歴史

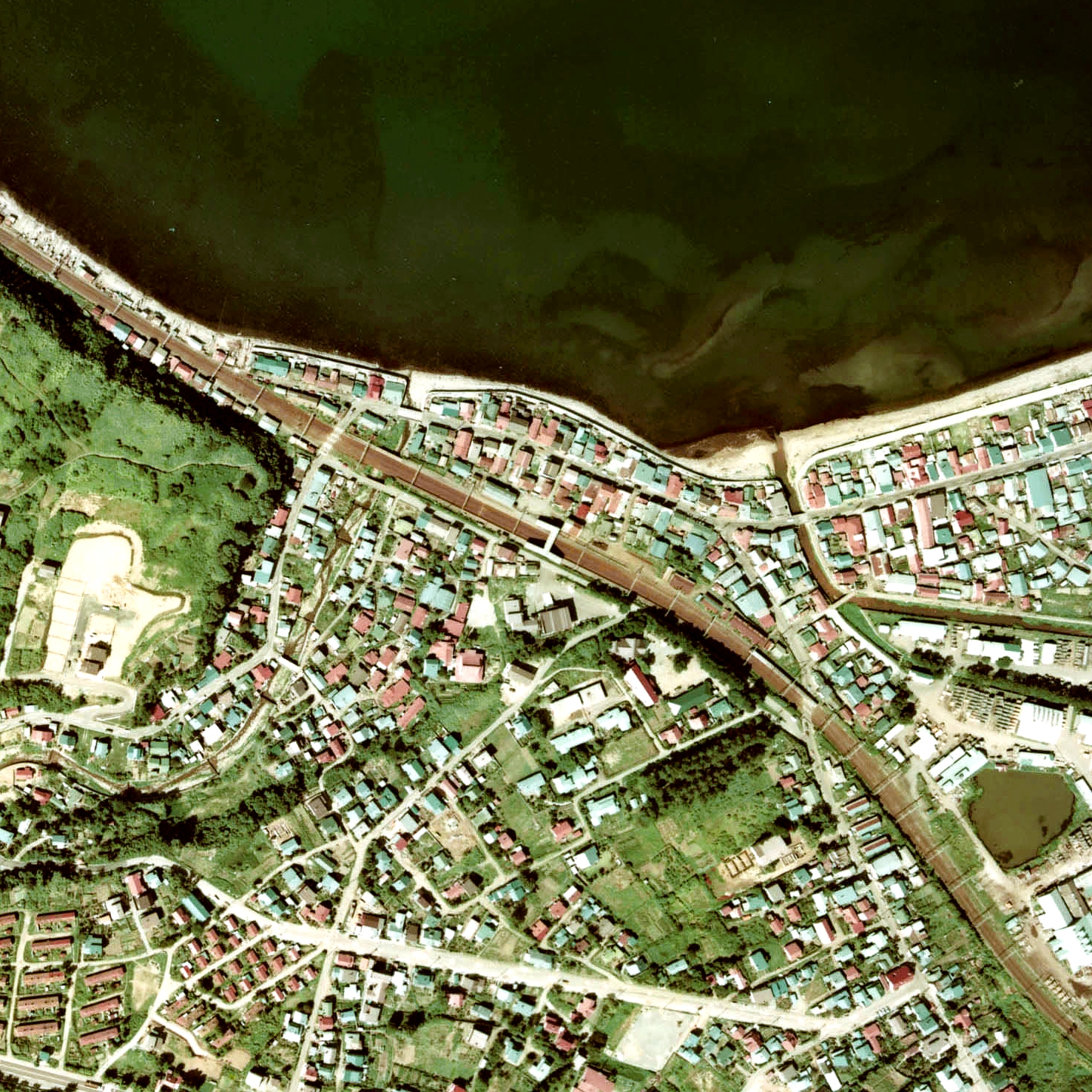
1976年の銭函駅と周囲750m範囲。左上が小樽方面。間に中線を挟む相対式ホーム2面2線、駅舎横札幌側に貨物ホームと引込線を有する。

北海道で最初の鉄道として手宮駅 - 札幌駅間が開通した際に、これに合わせて開業した、北海道で最初の駅の1つである。
- 1880年（明治13年）
  - 11月11日：官営幌内鉄道 銭函 - 手宮間で仮運転[1]。
  - 11月18日：官営幌内鉄道 開運町駅（現在の南小樽駅） - 軽川駅（現在の手稲駅）間の試験開業に伴い、仮開業。一般駅。
  - 11月28日：官営幌内鉄道 手宮駅 - 札幌駅間の仮開業に伴い、正式開業[1]。
- 1888年（明治21年）4月：官営幌内鉄道が北有社に運輸業務を譲渡。
- 1889年（明治22年）12月11日：北有社の事業譲渡に伴い、北海道炭礦鉄道に移管[1]。
- 1891年（明治24年）下期：停車場移転（札幌側に約100 m移転）[5]。
- 1893年（明治26年）3月21日：1891年（明治24年）の停車場移転に伴い、改キロ。
- 1894年（明治27年）9月10日：駅舎焼失[6]。
- 1895年（明治28年）下期：転車台設置。
- 1906年（明治39年）10月1日：北海道炭礦鉄道の国有化に伴い、国有鉄道に移管[1]。
- 1909年（明治42年）
  - 8月25日：国有鉄道 当駅 - 札幌駅間が複線化。
  - 10月12日：国有鉄道線路名称制定に伴い、函館本線の駅となる。
- 1911年（明治44年）6月20日：函館本線 朝里駅 - 当駅間が複線化。
- 1931年（昭和6年）12月：現行駅舎に建て替え[新聞 1]。
- 1949年（昭和24年）6月1日：日本国有鉄道法施行に伴い、日本国有鉄道（国鉄）に継承。
- 1968年（昭和43年）8月28日：函館本線のうち、当駅を含む小樽駅 - 滝川駅間が電化（交流20,000V・50Hz）。
- 1978年（昭和53年）10月2日：貨物取扱い廃止[1]。
- 1984年（昭和59年）2月1日：荷物取扱い廃止[1]。
- 1987年（昭和62年）4月1日：国鉄分割民営化に伴い、北海道旅客鉄道（JR北海道）の駅となる[1]。
- 1998年（平成10年）12月1日：自動改札機導入[7]。
- 2007年（平成19年）10月1日：駅ナンバリングを実施[報道 1]。
- 2008年（平成20年）10月25日：ICカードKitaca使用開始[報道 2]。
- 2010年（平成22年）6月：屋根から吊り下げられていた「銭函」が降ろされる[新聞 1]。
- 2015年（平成27年）9月27日：キヨスク閉店。
- 2016年（平成28年）6月：駅のバリアフリー化工事に着手[新聞 2]。
- 2017年（平成29年）10月7日：改札内のエレベーター、駅舎入口のスロープ、多機能トイレを設置するバリアフリー化が完成[新聞 2][報道 3]。
- 2021年（令和3年）度：話せる券売機を導入[報道 4]。
- 2024年（令和6年）3月16日：同日のダイヤ改正で、快速「ニセコライナー」と日中帯の快速「エアポート」の停車駅となる[8][9]。

### 駅名の由来
所在地名より。ニシン漁で栄えたことによる和名である。
駅名の縁起の良さから入場券が人気を集め、10月17日の「貯蓄の日」には記念入場券が販売されていた。

### 駅弁
開業した当初から、西辻甚太郎が「酒まんぢう」を駅構内で立ち売りしていた。これは北海道で最初の立ち売りであるとされており、北海道における駅弁のルーツとも言われている。「酒まんぢう」は戦後、販売中止となるが、1998年に復活し、キヨスクが2015年に閉店するまで販売されていた。2007年には期間限定で駅弁「銭函」が販売された。

## 駅構造
相対式2面2線のホームを持つ。ホームの移動は跨線橋で行う。出口は北側。駅舎側（北側）が3番線で札幌方面の列車が、向かいは1番線で小樽方面の列車が利用する。
中央の2番線にはホームがなく、ほしみ駅発着の列車が折り返すために使用する。札幌方面発ほしみ行きの列車は、一度当駅の2番線まで回送し、折り返しほしみ駅まで回送した後にほしみ発札幌方面行きとして運行する。なお、ほしみ駅が開業する前には星置駅発着として設定されていた。
1931年（昭和6年）12月に建て替えられた木造2階建ての駅舎が使用されている。直営駅。みどりの窓口・自動券売機・話せる券売機・自動改札機設置。
1970年頃に駅員が手作りした「銭函」が飾られている。縦58 cm、横140 cm、奥行き46 cmあり、かつてはホームの屋根から吊るされていたが、危険であると判断されて2010年6月に降ろされてホームの脇に飾られるようになった。

### のりば
| 番線 | 路線      | 方向 | 行先                         |
| ---- | --------- | ---- | ---------------------------- |
| 1    | ■函館本線 | 上り | 小樽・倶知安方面             |
| 3    | ■函館本線 | 下り | 札幌・岩見沢・新千歳空港方面 |

（出典：JR北海道：駅の情報検索）

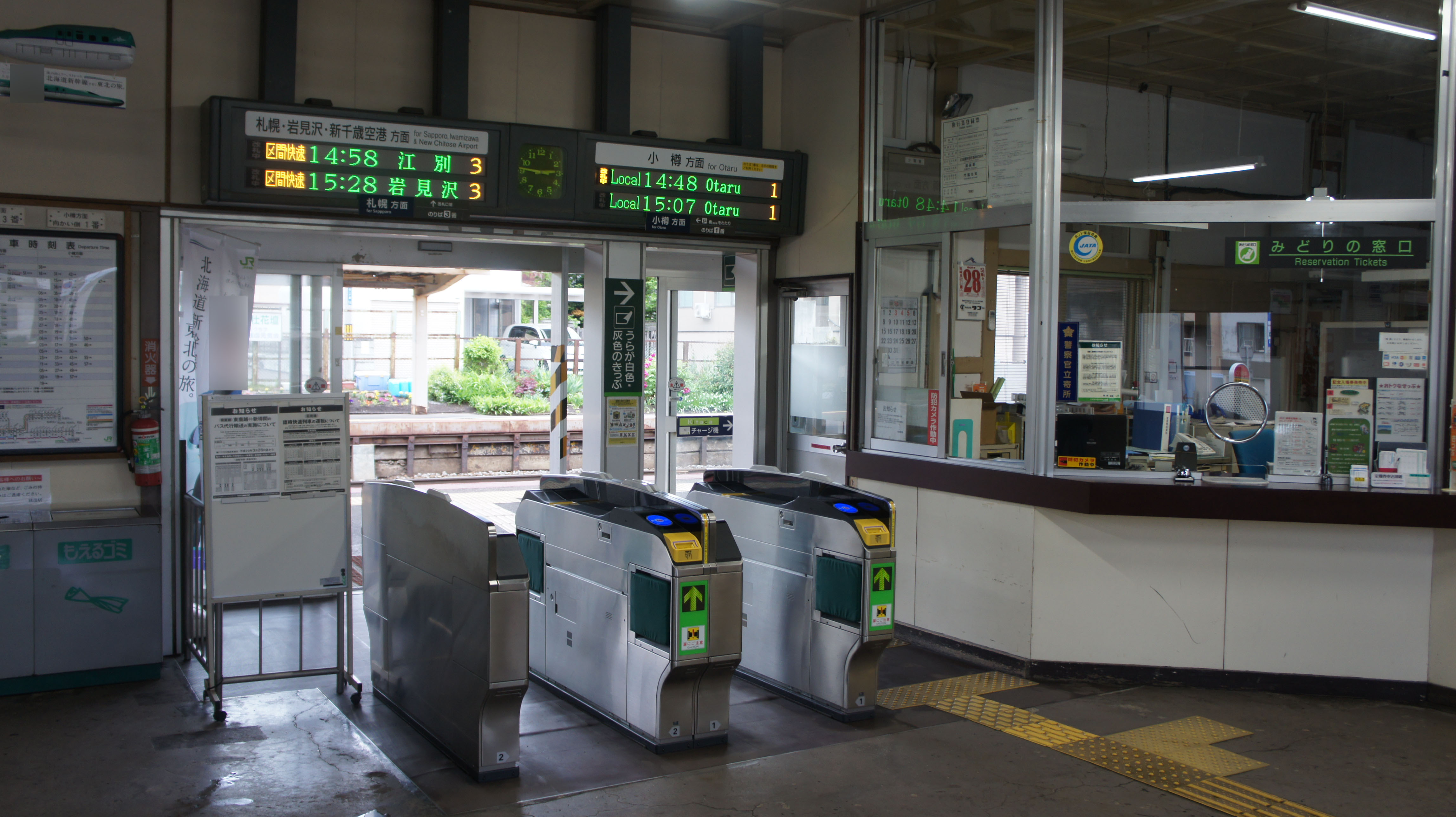
改札口（2017年5月）
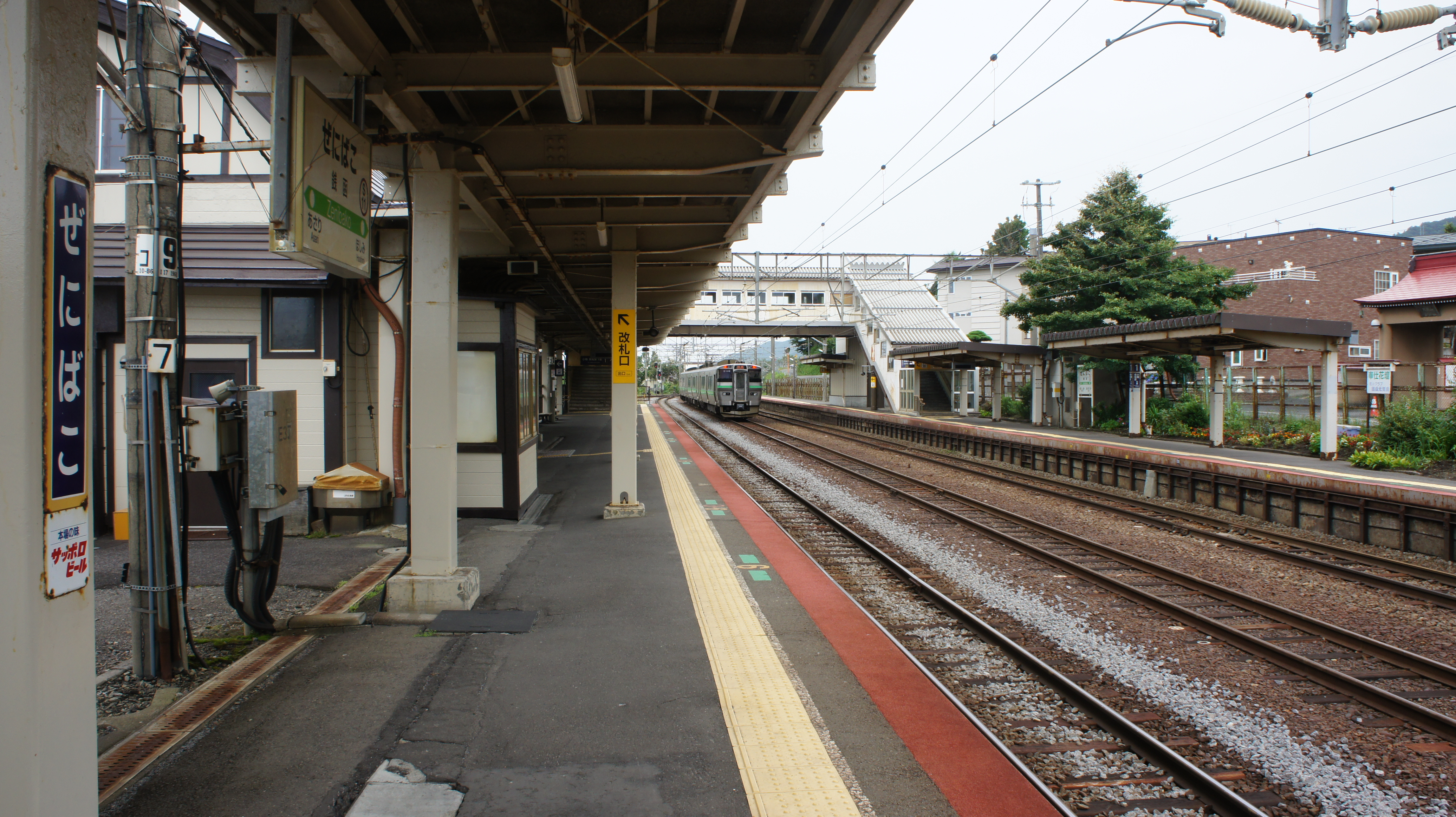
ホーム（2018年8月）
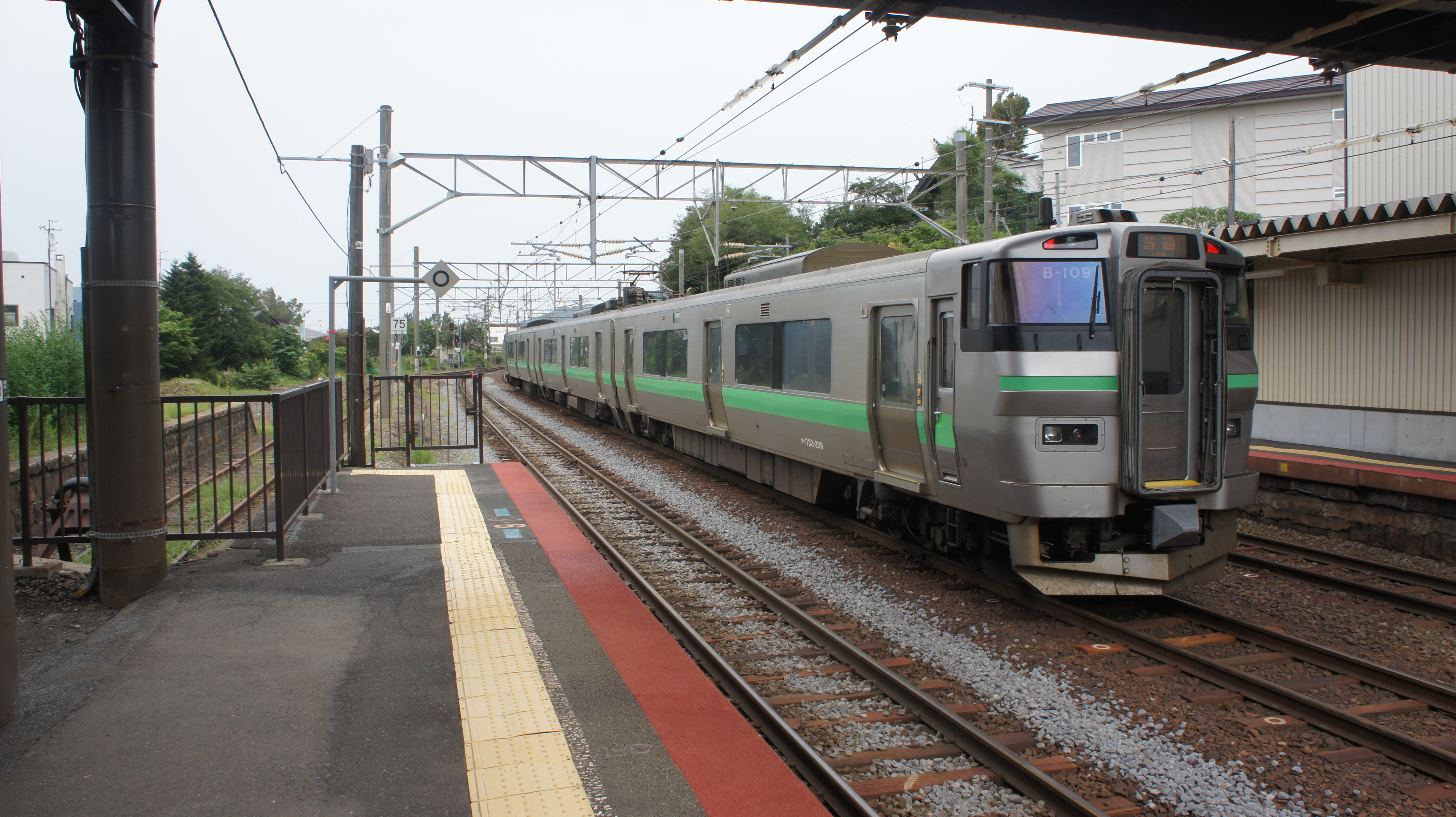
中線に停車中の733系電車（2018年8月）
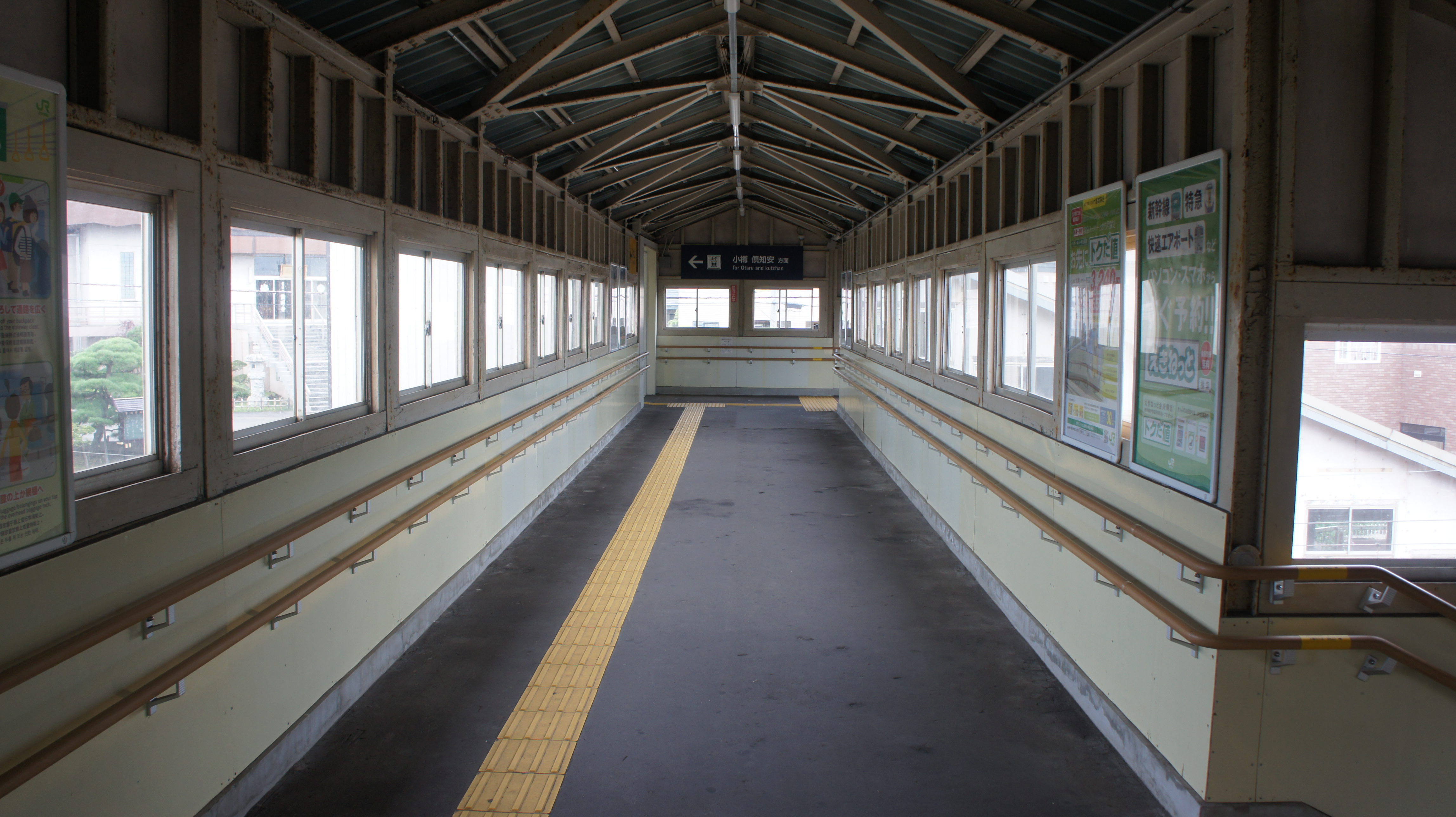
跨線橋（2018年8月）
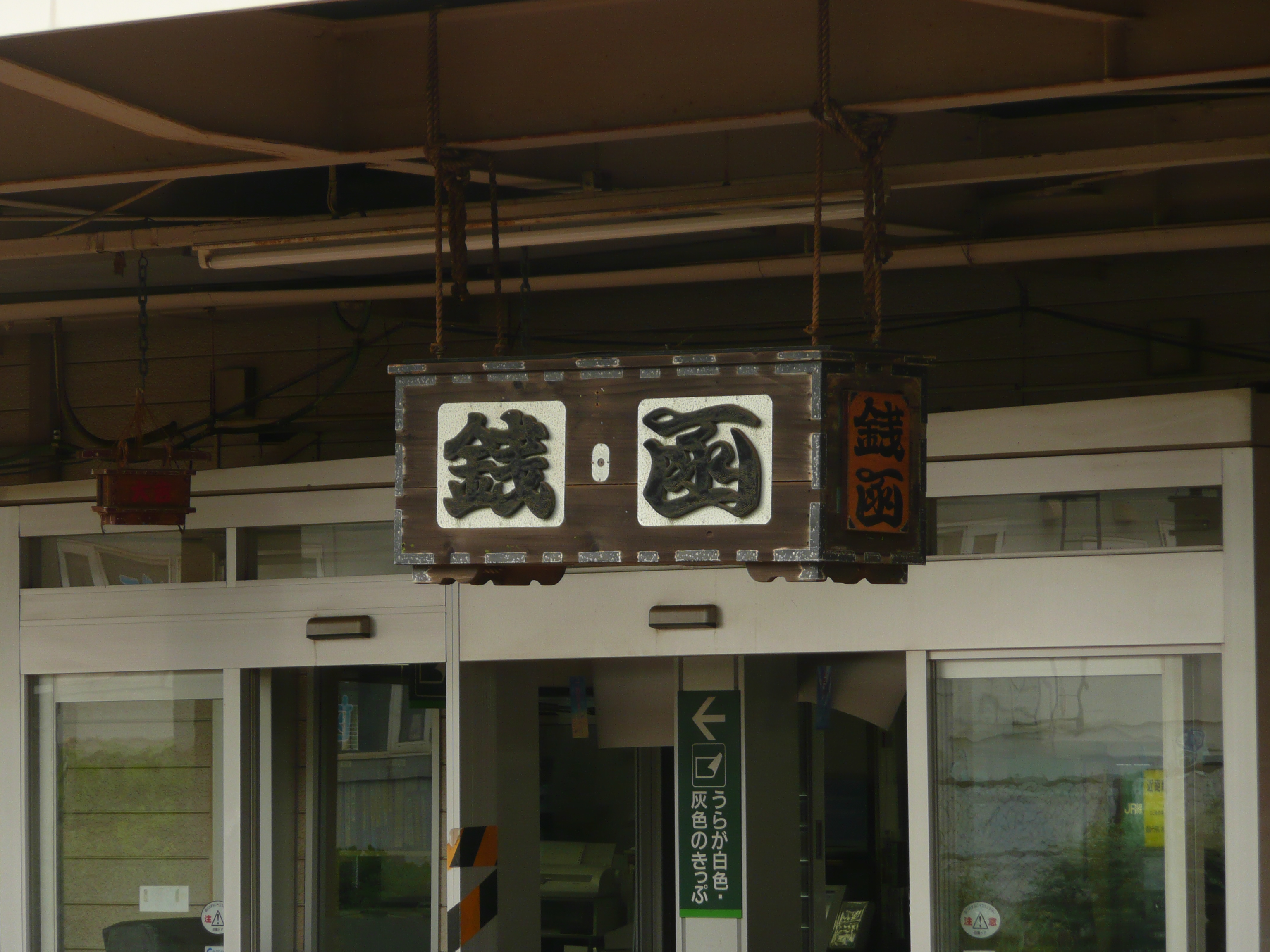
かつてホーム屋根から吊るされていた頃の「銭函」（2008年7月）
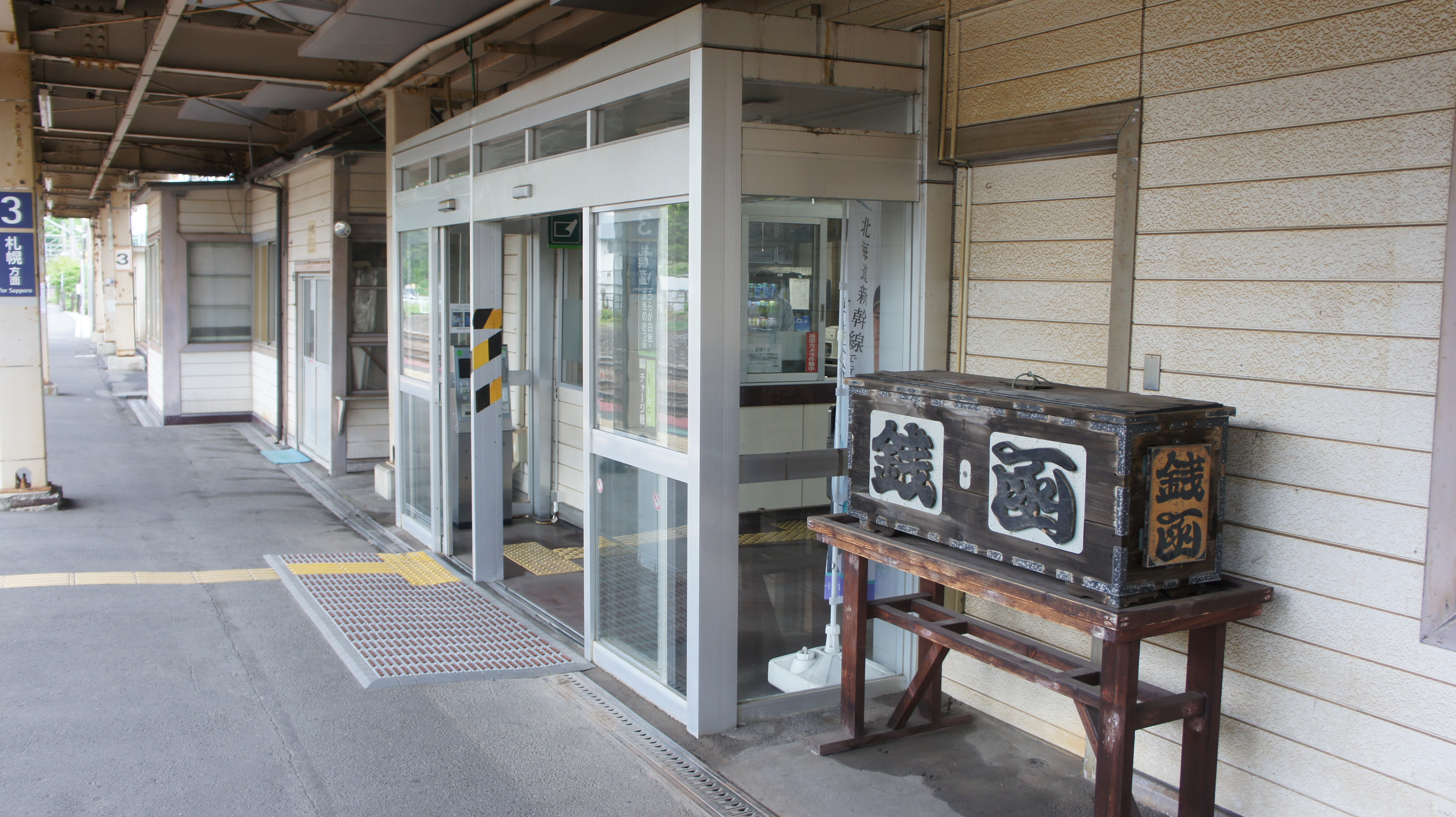
ホーム脇に飾られている銭函（2017年5月）
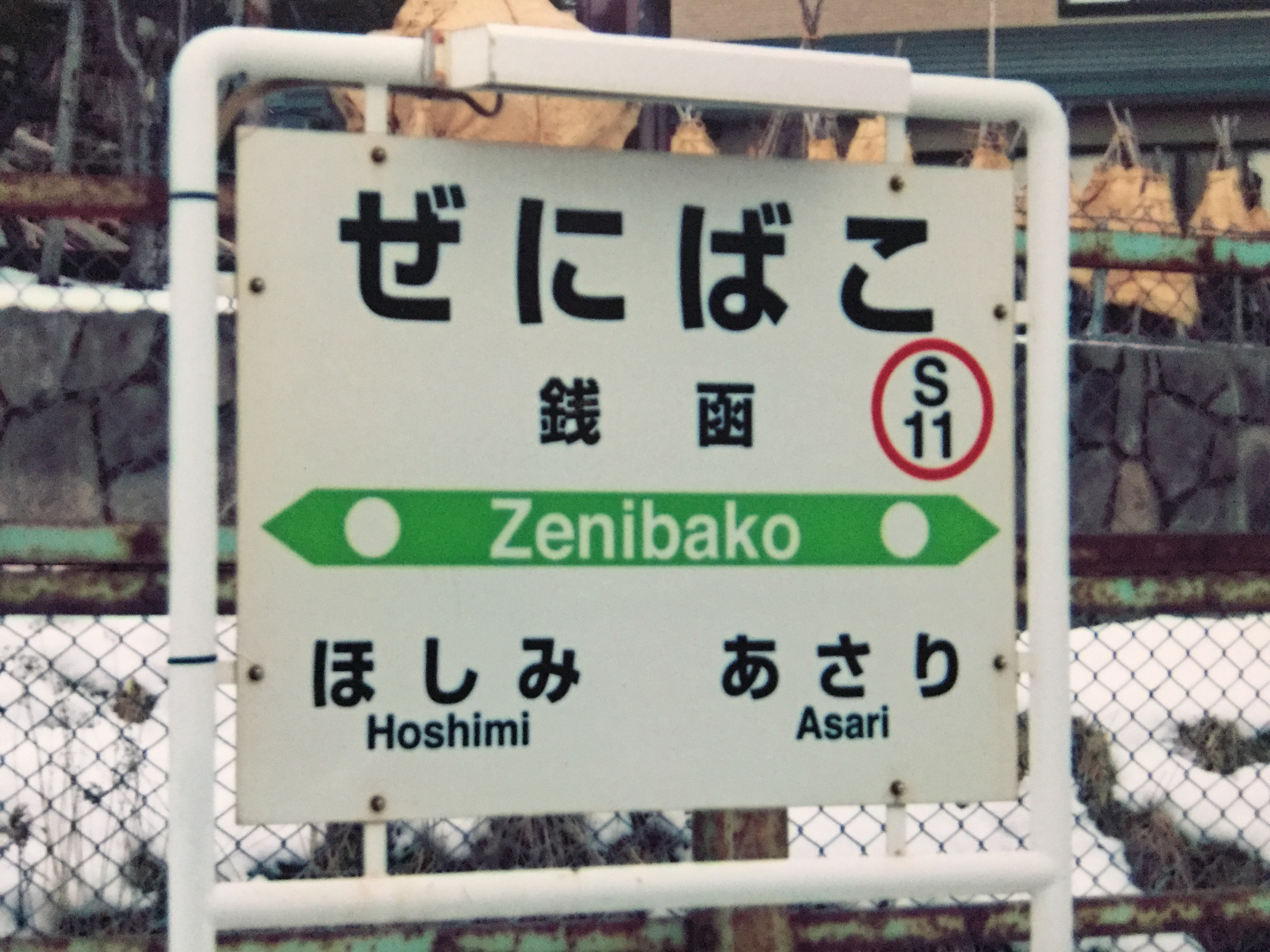
駅名標

## 利用状況
「小樽市統計書」によると、近年の年度別乗車人員の推移は以下のとおりである。
| 年度               | 乗車人員 （千人） | 乗車人員 （一日平均） | 出典    |
| ------------------ | ----------------- | --------------------- | ------- |
| 2005年（平成17年） | 879               | 2,408                 | [ * 2 ] |
| 2006年（平成18年） | 898               | 2,460                 | [ * 2 ] |
| 2007年（平成19年） | 884               | 2,415                 | [ * 2 ] |
| 2008年（平成20年） | 887               | 2,430                 | [ * 2 ] |
| 2009年（平成21年） | 872               | 2,389                 | [ * 2 ] |
| 2010年（平成22年） | 900               | 2,465                 | [ * 3 ] |
| 2011年（平成23年） | 935               | 2,555                 | [ * 3 ] |
| 2012年（平成24年） | 933               | 2,556                 | [ * 3 ] |
| 2013年（平成25年） | 952               | 2,608                 | [ * 4 ] |
| 2014年（平成26年） | 972               | 2,663                 | [ * 4 ] |
| 2015年（平成27年） | 739               | 2,019                 | [ * 4 ] |
| 2016年（平成28年） | 726               | 1,989                 | [ * 5 ] |
| 2017年（平成29年） | 716               | 1,962                 | [ * 5 ] |
| 2018年（平成30年） | 671               | 1,838                 | [ * 6 ] |
| 2019年（令和元年） | 665               | 1,817                 | [ * 7 ] |
| 2020年（令和02年） | 519               | 1,422                 | [ * 1 ] |
| 2021年（令和03年） | 523               | 1,433                 | [ * 1 ] |
| 2022年（令和04年） | 551               | 1,510                 | [ * 1 ] |

## 駅周辺
銭函は石狩平野の北西端に位置し、石狩湾の砂浜が途切れる位置にある。銭函駅は海岸近くの平地にあり、駅の南に続く山裾に市街地が広がる。駅のすぐ西に銭函川とその河口がある。駅の東には流路変更以前の星置川の名残りの川が流れる。明治時代のはじめには、札幌に海から至る交通上の要地であり、その後も小樽と札幌を結ぶ中継点として栄えた。
現在の町の規模は札幌や小樽と比肩できないが、それでも海岸から山の裾野まで市街地になっている。駅前に商店街があり、国道5号沿いにも商店が多く、工場もいくつかある。駅から東1.5キロメートルに北海道職業能力開発大学校がある。
- 豊足神社（江戸時代創建）
- 国道5号（約650m）
  - ジェイ・アール北海道バス札樽線「銭函」停留所[10]
- 札樽自動車道銭函インターチェンジ
- 小樽市役所銭函サービスセンター
- 小樽警察署銭函交番
- 銭函郵便局
- 北海道信用金庫銭函支店
- 銭函海水浴場
- 小樽カントリー倶楽部
- 北海道中央バス（おたもい営業所）「銭函駅前」停留所[11]

## 隣の駅
北海道旅客鉄道（JR北海道）
■函館本線

朝里駅 (S12) - *張碓駅 - 銭函駅 (S11) - ほしみ駅 (S10)
* 打消線は廃駅

### 報道発表資料
1. ↑  『駅番号表示（駅ナンバリング）を実施します』（PDF）（プレスリリース）北海道旅客鉄道、2007年9月12日。2014年9月6日閲覧。
2. ↑  『Kitacaサービス開始日決定について』（PDF）（プレスリリース）北海道旅客鉄道、2008年9月10日。2015年6月12日閲覧。
3. ↑  『｢銭函駅バリアフリー化完成式典｣を実施します』（プレスリリース）北海道旅客鉄道、2017年9月26日。オリジナルの2017年11月11日時点におけるアーカイブ。2017年11月11日閲覧。
4. ↑  『駅業務等のコスト削減策について』（PDF）（プレスリリース）北海道旅客鉄道、2021年8月19日。オリジナルの2021年8月20日時点におけるアーカイブ。2021年8月20日閲覧。

### 新聞記事
1. 1 2 3 4 5 6  “駅すてーしょん”. 交通新聞. (2010年8月26日)
2. 1 2  “銭函駅バリアフリー化”. 交通新聞 (交通新聞社):  p. 1. (2017年10月17日)